# Патрик, Тим
Тимоти Майкл Патрик (англ. Timothy Mychael Patrick; 23 ноября 1993, Сан-Диего, Калифорния) — профессиональный американский футболист, принимающий клуба НФЛ «Денвер Бронкос». На студенческом уровне выступал за команду университета Юты.

## Биография
Тимоти Патрик родился 23 ноября 1993 года в Сан-Диего. Его воспитывала бабушка Рут Патрик, мать и отец находились в тюрьме. Он окончил старшую школу Юниверсити-Сити. Во время учёбы играл в футбольную команду на позициях принимающего и ди-бэка, был членом баскетбольной команды. В 2010 году его признали самым ценным игроком в обоих видах спорта. Также Патрик занимался лёгкой атлетикой, входил в состав эстафетной команды школы и участвовал в соревнованиях по прыжкам в длину.

### Любительская карьера
После окончания школы Патрик поступил в общественный колледж Гроссмонт в Эль-Кахоне: несмотря на успешное выступление в школе, программы NCAA не проявили к нему интереса. Учёбу он совмещал с работой в магазине. В колледже Патрик играл в футбол и баскетбол, становился победителем чемпионата конференции Тихоокеанского побережья по баскетболу. По итогам футбольного сезона 2013 года, в котором он набрал на приёме 964 ярда, его включили в состав сборной звёзд конференции. В 2014 году Патрик поступил в университет Юты, после окончания первых сборов футбольной команды он получил спортивную стипендию.
Осенью 2014 года Патрик дебютировал в турнире NCAA. Он сыграл за «Юту» в девяти матчах, сделав 16 приёмов на 177 ярдов. В 2015 году он вышел на поле только в одной игре, получил травму и пропустил практически весь сезон. Различные проблемы со здоровьем сохранялись и в течение 2018 года, но Патрик смог сыграть в двенадцати матчах команды, в том числе в десяти в стартовом составе. По итогам года он стал лучшим в составе Юты по количеству приёмов, набранных ярдов и тачдаунов.

#### Статистика выступлений в NCAA
| Сезон | Команда | Игры | Приём | Приём | Приём | Приём | Вынос | Вынос | Вынос | Вынос |
| Сезон | Команда | Игры | Rec   | Yds   | Y/A   | TD    | Att   | Yds   | Y/A   | TD    |
| ----- | ------- | ---- | ----- | ----- | ----- | ----- | ----- | ----- | ----- | ----- |
| 2014  | Юта Ютс | 9    | 16    | 177   | 11,1  | 0     | 0     | 0     | 0,0   | 0     |
| 2015  | Юта Ютс | 1    | 0     | 0     | 0,0   | 0     | 0     | 0     | 0,0   | 0     |
| 2016  | Юта Ютс | 12   | 45    | 711   | 15,8  | 5     | 0     | 0     | 0,0   | 0     |
| Всего | Всего   | 22   | 61    | 888   | 14,6  | 5     | 0     | 0     | 0,0   | 0     |

### Профессиональная карьера
На драфте НФЛ 2017 года Патрик выбран не был. В статусе свободного агента он подписал контракт с клубом «Балтимор Рэйвенс». В июле его выставили на драфт отказов, после чего Патрик перешёл в «Сан-Франциско Форти Найнерс». После окончания предсезонных сборов он был отчислен. В течение двух месяцев он находился в статусе свободного агента, после чего в октябре был зачислен в тренировочный состав «Денвер Бронкос». Перед началом сезона 2018 года Патрик подписал с клубом годичный контракт на сумму 480 тысяч долларов. Он сыграл во всех шестнадцати играх регулярного чемпионата, набрав 315 ярдов. В 2019 году он также не играл существенной роли в нападении Бронкос, в восьми матчах набрав 218 ярдов.
В 2020 году Патрик закрепился в статусе одного из основных ресиверов «Денвера» и сыграл в стартовом составе в пятнадцати матчах. В регулярном чемпионате он набрал 742 ярда и сделал шесть тачдаунов. В межсезонье он подписал с клубом новый контракт на сумму 3,38 млн долларов. В 2021 году Патрик принял участие в шестнадцати играх с 734 ярдами и пятью тачдаунами. В ноябре он продлил соглашение с «Бронкос» ещё на три сезона, сумма сделки составила 34,5 млн долларов. Летом 2022 года во время сборов он получил разрыв крестообразных связок колена.

#### Статистика выступлений в НФЛ

##### Регулярный чемпионат
| Сезон | Команда        | Игры | Приём | Приём | Приём | Приём | Вынос | Вынос | Вынос | Вынос |
| Сезон | Команда        | Игры | Rec   | Yds   | Y/A   | TD    | Att   | Yds   | Y/A   | TD    |
| ----- | -------------- | ---- | ----- | ----- | ----- | ----- | ----- | ----- | ----- | ----- |
| 2017  | Денвер Бронкос | —    | —     | —     | —     | —     | —     | —     | —     | —     |
| 2018  | Денвер Бронкос | 16   | 23    | 315   | 13,7  | 1     | 3     | 17    | 5,7   | 0     |
| 2019  | Денвер Бронкос | 8    | 16    | 218   | 13,6  | 0     | 0     | 0     | 0,0   | 0     |
| 2020  | Денвер Бронкос | 15   | 51    | 742   | 14,5  | 6     | 0     | 0     | 0,0   | 0     |
| 2021  | Денвер Бронкос | 16   | 53    | 734   | 13,8  | 5     | 0     | 0     | 0,0   | 0     |
| Всего | Всего          | 55   | 143   | 2009  | 14,0  | 12    | 3     | 17    | 5,7   | 0     |